# 11332 Джеймсвот
11332 Джеймсвот (11332 Jameswatt) — астероїд головного поясу, відкритий 15 квітня 1996 року.
Тіссеранів параметр щодо Юпітера — 3,391.